# Grip: Combat Racing
Grip: Combat Racing, sovint abreujat com Grip, és un videojoc de curses desenvolupat per l'estudi canadenc Caged Element i publicat per Wired Productions per a Microsoft Windows, PlayStation 4, Xbox One i Nintendo Switch. Es va llançar a les quatre plataformes el 6 de novembre de 2018.
Grip és el successor espiritual de Rollcage, segons la publicació Rock, Paper, Shotgun.

## Desenvolupament
L’agost de 2015, Grip va ser objecte d’una campanya de Kickstarter amb un objectiu inicial de CA$657.000. Va recaptar 154.000 US$ abans que Caged Element tanqués la recol·lecta a Kickstarter, però no sense anunciar que el joc seria introduït a Early Access.

## Recepció
Segons l'agregador de revisions Metacritic, Grip va rebre "ressenyes mixtes o mitjanes".